# Relaciones Japón-México
Las naciones de Japón y México establecieron por primera vez relaciones diplomáticas formales en 1888 con la firma del Tratado de Amistad, Comercio y Navegación entre ambas naciones. Este acuerdo fue el primer tratado 'igualitario' de Japón con cualquier país; lo que eclipsa las iniciativas anteriores al período Edo de Tokugawa Ieyasu que buscaban establecer relaciones oficiales con la Nueva España en México.
En 1897, 35 miembros del llamado Partido de la Colonización Enomoto se instalaron en el estado mexicano de Chiapas. Esta fue la primera emigración organizada de Japón a América Latina. En 1952, México se convirtió en el segundo país en ratificar el Tratado de San Francisco, precedido únicamente por el Reino Unido.
Ambas naciones son miembros del Acuerdo Amplio y Progresista de Asociación Transpacífico, Foro de Cooperación de Asia Oriental y América Latina, Foro de Cooperación Económica Asia-Pacífico, G20, Naciones Unidas y la Organización para la Cooperación y el Desarrollo Económico.

## Historia

### Historia temprana

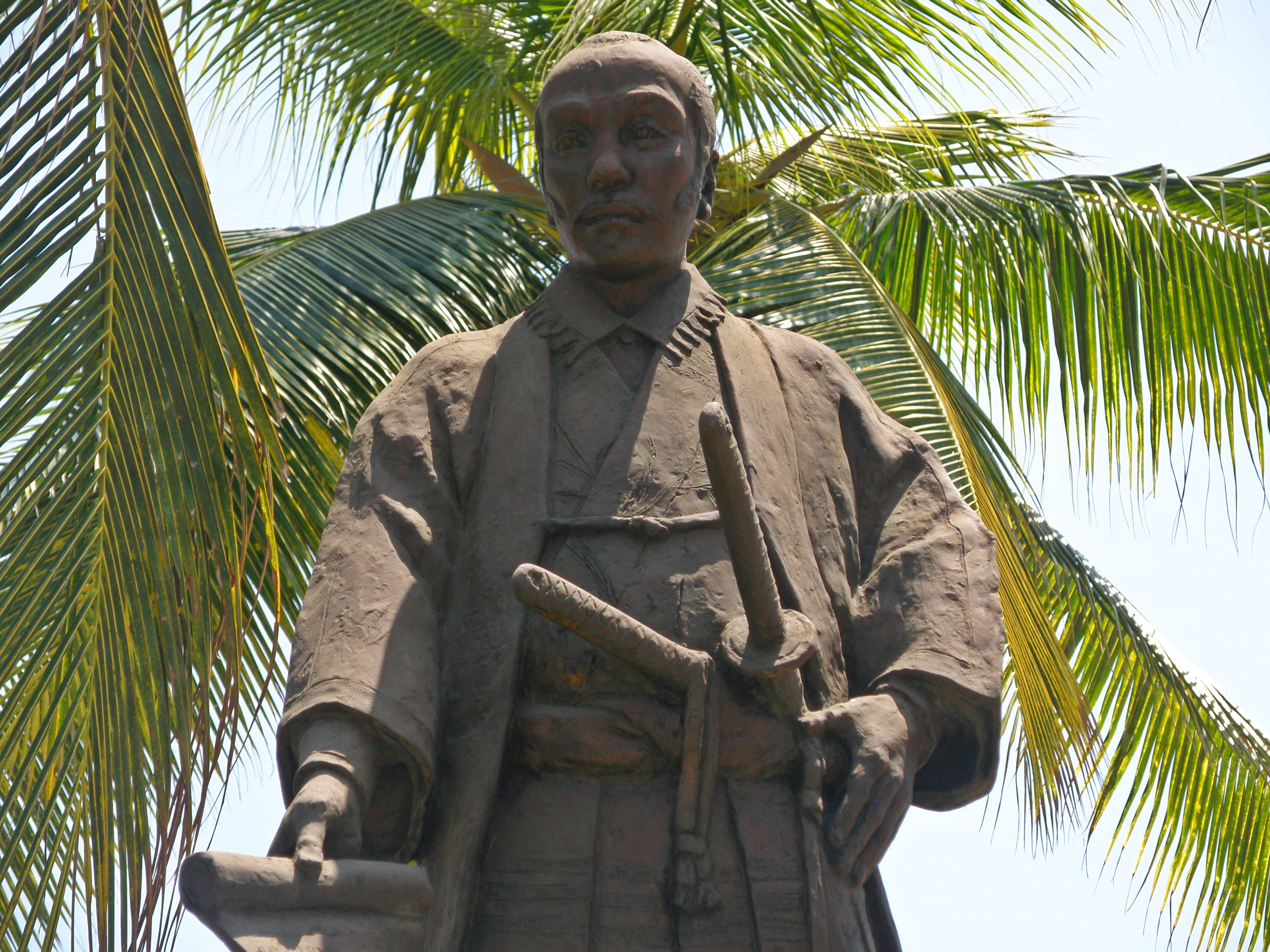
Monumento a Hasekura Tsunenaga en la Plaza Japón de Acapulco, México. La escultura es una réplica de un monumento en los terrenos del Castillo Aoba en Sendai, Japón.

Bajo el virreinato, México, entonces conocido como Nueva España; controlaba las rutas comerciales entre Manila, capital de las Filipinas y el puerto mexicano de Acapulco. A través de esta ruta comercial, los galeones españoles zarparon de Acapulco a Filipinas y negociaron con países o territorios vecinos, entre los que se encontraban las islas de Japón. En Manila, embarcaciones comerciales japonesas llegarían y traerían bienes y alimentos para comerciar con el nuevo gobierno español. Desde Manila, los barcos españoles transportarían las mercancías a Acapulco, atravesarían el territorio mexicano hasta llegar al puerto de Veracruz y desde allí transportarían las mercancías en otro buque español a España.
A mediados de 1500, los jesuitas españoles, muchos de ellos nacidos en Nueva España, comenzaron a llegar a Japón para predicar el cristianismo. En 1597, el general Toyotomi Hideyoshi, que estaba acreditado para unir las islas de Japón; prohibió la enseñanza del cristianismo y ordenó a todos los misioneros salir de Japón. Varios franciscanos desobedecieron y fueron ejecutados en Nagasaki, entre ellos San Felipe de Jesús.

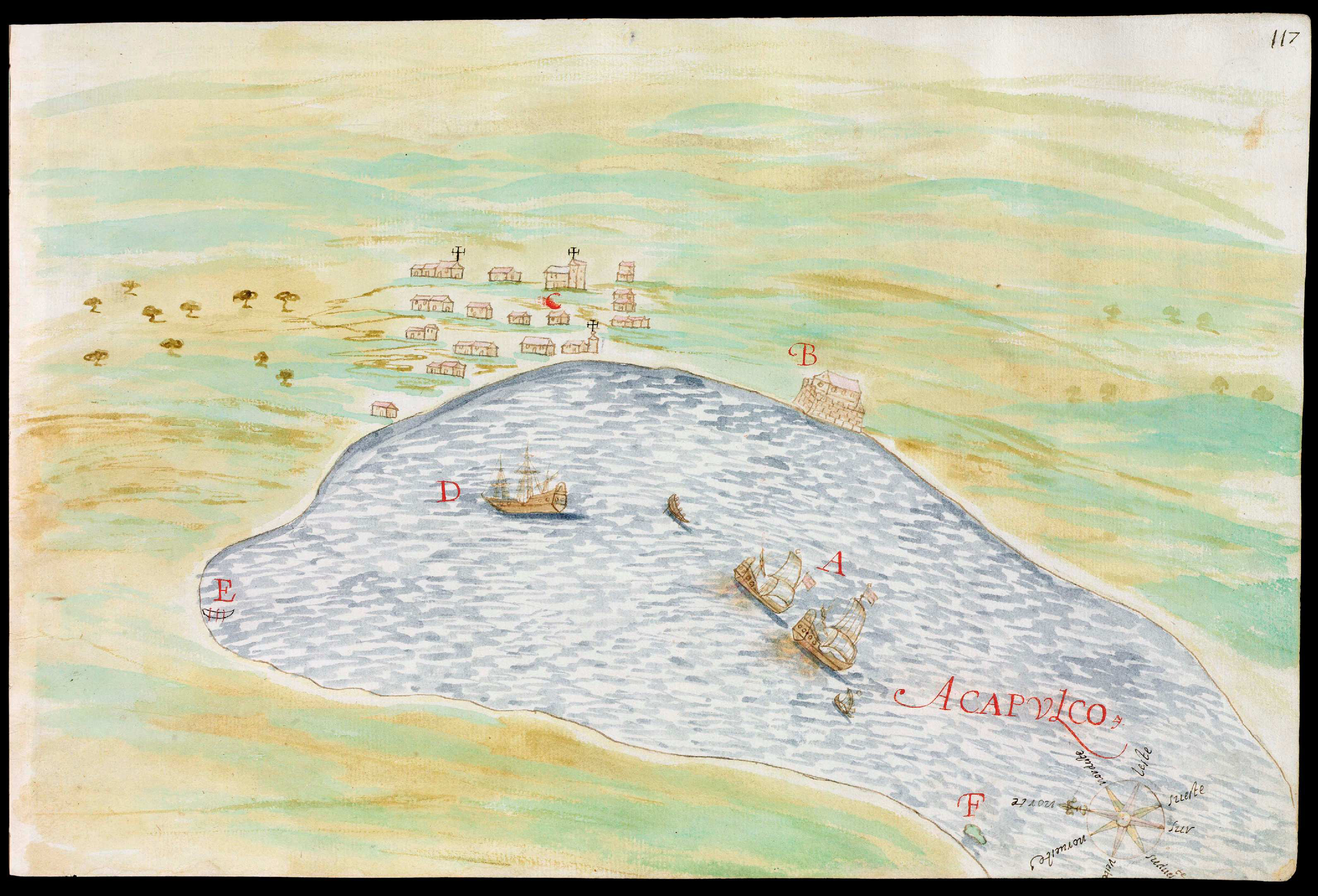
El buque San Juan Bautista atracado en la bahía de Acapulco en 1614.

En 1609, un galeón español llamado San Francisco volcó cerca de Ōtaki, Chiba mientras que hacía su camino de Manila a Acapulco. 370 náufragos fueron rescatados por los pescadores japoneses. Entre los rescatados estaba el nuevo gobernador español de Filipinas; Rodrigo de Vivero y Velasco. En Japón, de Vivero pudo viajar a Tokio, se reunió con dignatarios de alto nivel, y estableció relaciones comerciales directas entre Japón y el imperio español a través de las Filipinas. Después de pasar algún tiempo viajando por las islas japonesas, de Vivero regresó a Acapulco con una nueva nave construida en Japón llamada San Buena Ventura y con algunos japoneses a bordo. Una vez en Acapulco, de Vivero llevó su misión a la Ciudad de México y se reunió con el virrey español Luis de Velasco y Castilla, y le comunicó su informe. En marzo de 1611, el virrey español Velasco y Castilla envió una misión directamente desde Acapulco a Japón, agradeciendo al gobierno japonés la ayuda prestada a su gobernador de Vivero y reembolsándoles por el buque San Buena Ventura, dándoles regalos en homenaje. Uno de estos regalos fue un reloj hecho en Madrid y que iba a ser el primer reloj que la gente de Japón había visto antes.
En octubre de 1613, la primera misión diplomática japonesa fue enviada a Nueva España por Date Masamune, un hombre fuerte regional. Esta misión diplomática debía ser conocida como la embajada de Keichō y era la segunda misión diplomática a viajar a Europa después de la primera misión histórica conocida como la Embajada Tenshō. Date había construido un nuevo buque de exploración llamado el Date Maru o San Juan Bautista que debía llevar a la parte diplomática a América. El embajador Hasekura Tsunenaga viajó de Japón a Acapulco y se reunió con el virrey español Diego Fernández de Córdoba. En la Ciudad de México, Hasekura se reunió con varios líderes coloniales y ofreció al gobierno español libre comercio entre los nuevos territorios españoles y Japón y pidió un grupo de misioneros cristianos para regresar a Japón. La misión diplomática también ofreció expulsar a los ciudadanos ingleses y holandeses del país porque ambas naciones eran consideradas en ese momento como enemigas del rey español. En junio de 1614, Hasekura salió de Nueva España vía Veracruz y continuó su viaje a España para encontrarse con el rey español dejando atrás una pequeña delegación. En España, Hasekura fue bautizado como católico y cambió su nombre por Francisco Felipe Faxicura. Dos años más tarde, en febrero de 1617, Hasekura/Faxicura regresó de España a Veracruz y viajó a la Ciudad de México. Al llegar a la Ciudad de México, Hasekura se sorprendió al ver que la mayoría de los miembros de su delegación que había dejado atrás, se habían casado e integrado en la comunidad local. En 1618, Hasekura y su misión diplomática zarparon y regresaron a Japón. Al llegar, se enfrentaron con el hecho de que el país había cambiado dramáticamente desde su partida en 1613 y que todo lo relacionado con el cristianismo había sido prohibido. Hasekura y su delegación tuvieron que renunciar a su religión adoptada. Desde la misión diplomática de Hasekura a la Nueva España, Japón entró en una época de aislamiento y se negó a comerciar con naciones extranjeras.

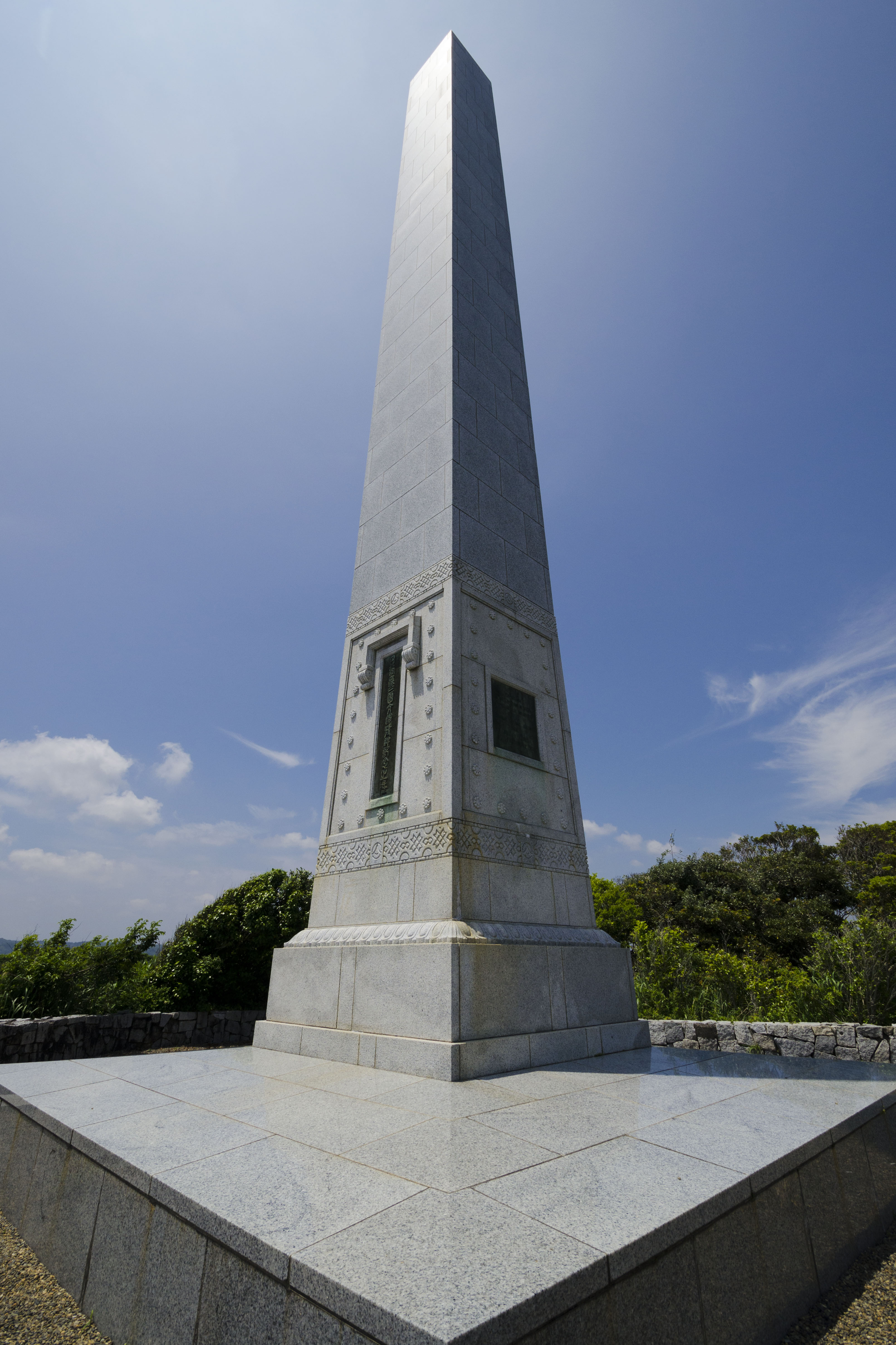
Monumento de nacimiento de tráfico y amistad entre Japón, España y México en Onjuku, Japón

Luego de la restauración Meiji, en el que el Imperio del Japón restableció oficialmente relaciones diplomáticas con diversos gobiernos del mundo, en México surgió interés por iniciar relaciones oficiales con el Imperio del Japón. La expedición de México a Japón de 1874, encabezada por el científico mexicano Francisco Díaz Covarrubias, fue el motivo por el cual se iniciaron intentos formales entre representantes de los gobiernos de ambos países por tener relaciones diplomáticas. Al final del reporte de Díaz Covarrubias, se recomendaba dicha acción.
En 1874 (cincuenta y tres años después de que México declaró su independencia de España en 1821), una delegación científica mexicana encabezada por Francisco Díaz Covarrubias llegó a Japón para presenciar el tránsito del planeta Venus a través de un disco solar. Esta misión permitió que comenzaran las relaciones diplomáticas formales entre las dos naciones. En 1888, los ministros de Relaciones Exteriores Matías Romero Avendaño y Munemitsu Mutsu firmaron un Tratado de Amistad, Comercio y Navegación; que debía ser el primer tratado "igual" de Japón con una nación extranjera y así establecieron formalmente relaciones diplomáticas entre las dos naciones.

### La Segunda Guerra Mundial y las relaciones de posguerra
Desde el establecimiento de relaciones diplomáticas, el contacto entre las dos naciones aumentó a través del comercio. En 1941, México cerró su legación diplomática en Tokio y su consulado en Yokohama a raíz del ataque japonés a Pearl Harbor. En mayo de 1942, México declaró la guerra a las Potencias del Eje, que incluía a Japón, y se unió a la Segunda Guerra Mundial. El Escuadrón 201 fue un escuadrón mexicana de aviones de combate que lucharon contra pilotos japoneses en la Batalla de Luzón, en las Filipinas. Después de la guerra, las relaciones diplomáticas fueron restauradas y han continuado sin disminuir desde entonces.
El hecho de que México accediera a firmar un tratado más justo en contexto con acuerdos aventajados para otros países y no para Japón, fue un hecho agradecido por dicho país, y que repercutió en que la propia localización de la embajada mexicana en Tokio tenga una localización única y céntrica, justo a un lado de la residencia oficial del primer ministro en pleno centro de la capital japonesa, en una zona reservada para la habitación de altos gobernantes del país, donde permanece.
En 1959, el primer ministro Nobusuke Kishi realizó una visita a México, la primera de un jefe de Gobierno japonés. En 1962, el presidente mexicano Adolfo López Mateos correspondió la visita a Japón. En 1964, el príncipe heredero japonés Akihito realizó una visita a México. Desde las visitas iniciales, ha habido varias visitas de alto nivel entre líderes y representantes de ambas naciones que se han producido hasta tiempos comunes con las últimas visitas del presidente Enrique Peña Nieto en 2013 a Japón y del primer ministro Shinzō Abe a la Ciudad de México en 2014.
En 2023, ambas naciones celebraron 135 años de relaciones diplomáticas.

## Visitas de alto nivel

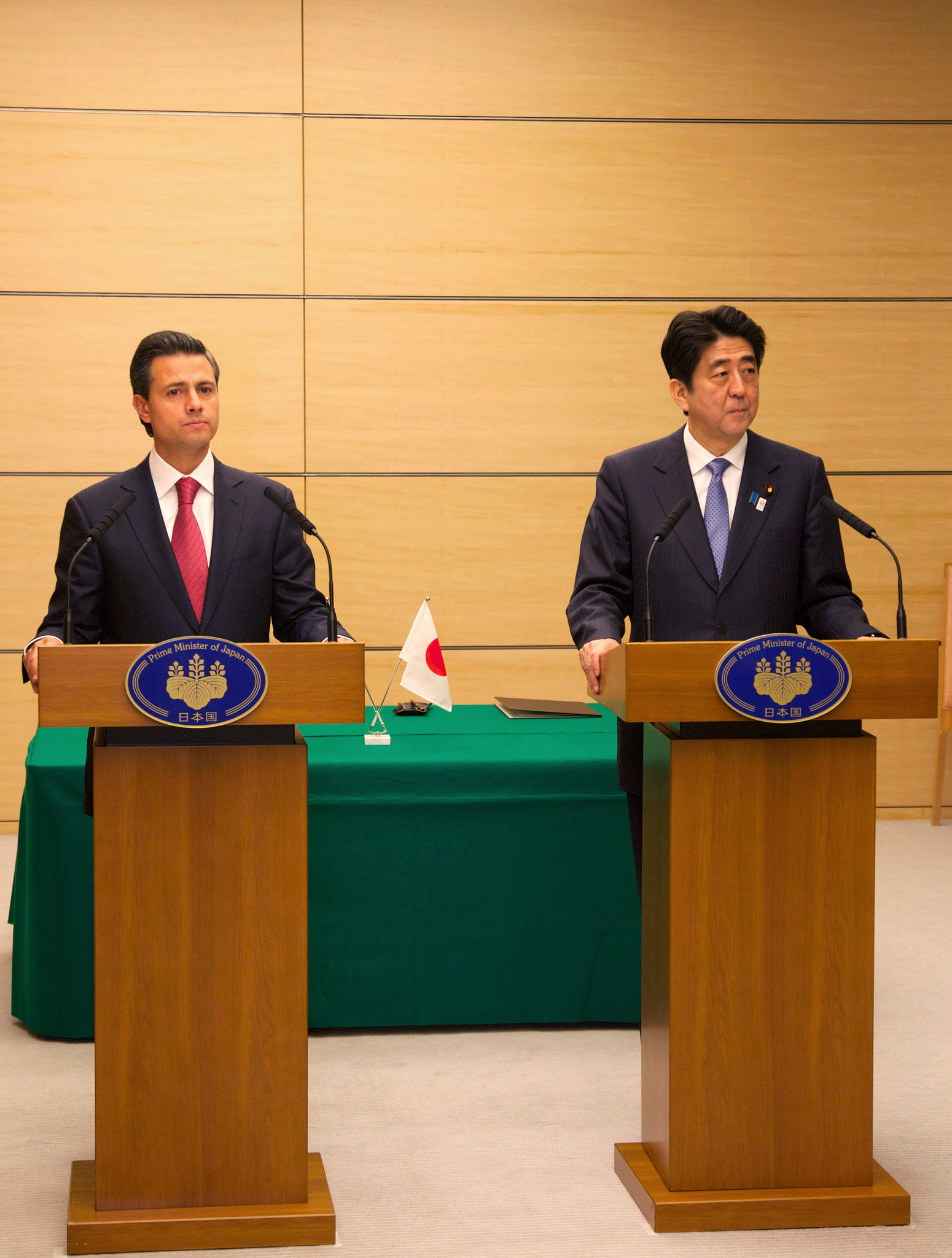
El presidente Enrique Peña Nieto y el primer ministro Shinzō Abe en una conferencia de prensa durante una visita oficial a Japón del presidente Peña Nieto en abril de 2013.

Visitas de alto nivel de Japón a México
- Primer ministro Nobusuke Kishi (1959)
- Príncipe (anterior emperador) Akihito (1964)
- Primer ministro Kakuei Tanaka (1974)
- Primer ministro Masayoshi Ōhira (1980)
- Primer ministro Zenkō Suzuki (1981)
- Primer ministro Toshiki Kaifu (1989)
- Príncipe (actual emperador) Naruhito (1992, 2006)
- Primer ministro Ryūtarō Hashimoto (1996)
- Príncipe Fumihito de Akishino (1997, 2014)
- Primer ministro Jun'ichirō Koizumi (2002, 2004)
- Primer ministro Yoshihiko Noda (2012)
- Primer ministro Shinzō Abe (2014)

Visitas de alto nivel de México a Japón
- Presidente Adolfo López Mateos (1962)
- Presidente Luis Echeverría Álvarez (1972)
- Presidente José López Portillo (1978)
- Presidente Miguel de la Madrid (1986)
- Presidente Carlos Salinas de Gortari (1990, 1993)
- Presidente Ernesto Zedillo (1995, 1997, 1998)
- Presidente Vicente Fox (2001, 2003)
- Presidente Felipe Calderón (2008, enero y noviembre de 2010)
- Presidente Enrique Peña Nieto (2013)

## Galería

El presidente José López Portillo y el primer ministro Zenkō Suzuki en Cancún, 1981.
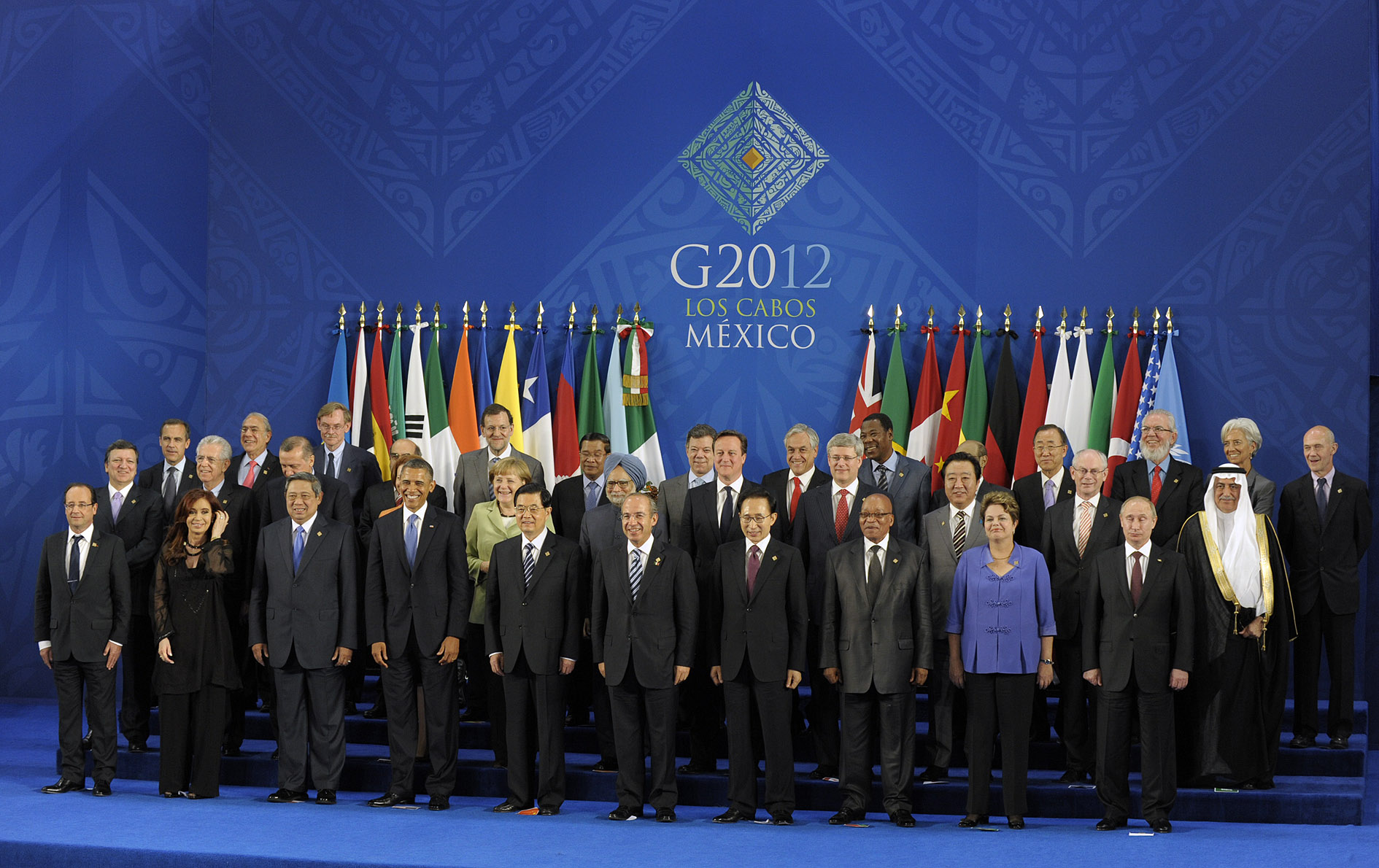
El presidente Felipe Calderón y el primer ministro Yoshihiko Noda en Los Cabos, 2012.
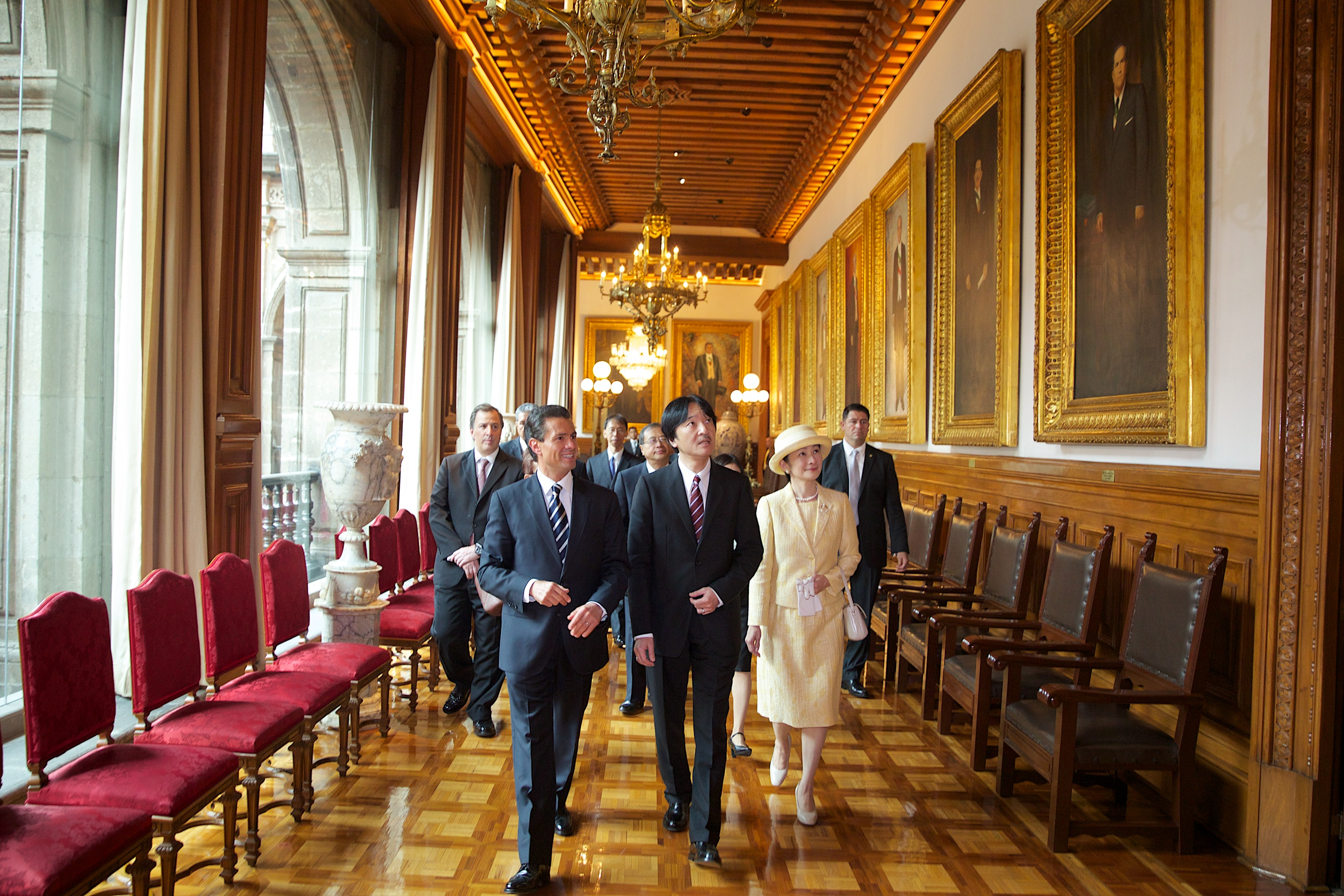
El presidente Enrique Peña Nieto, el príncipe Akishino y la princesa Kiko en la Ciudad de México, 2014.
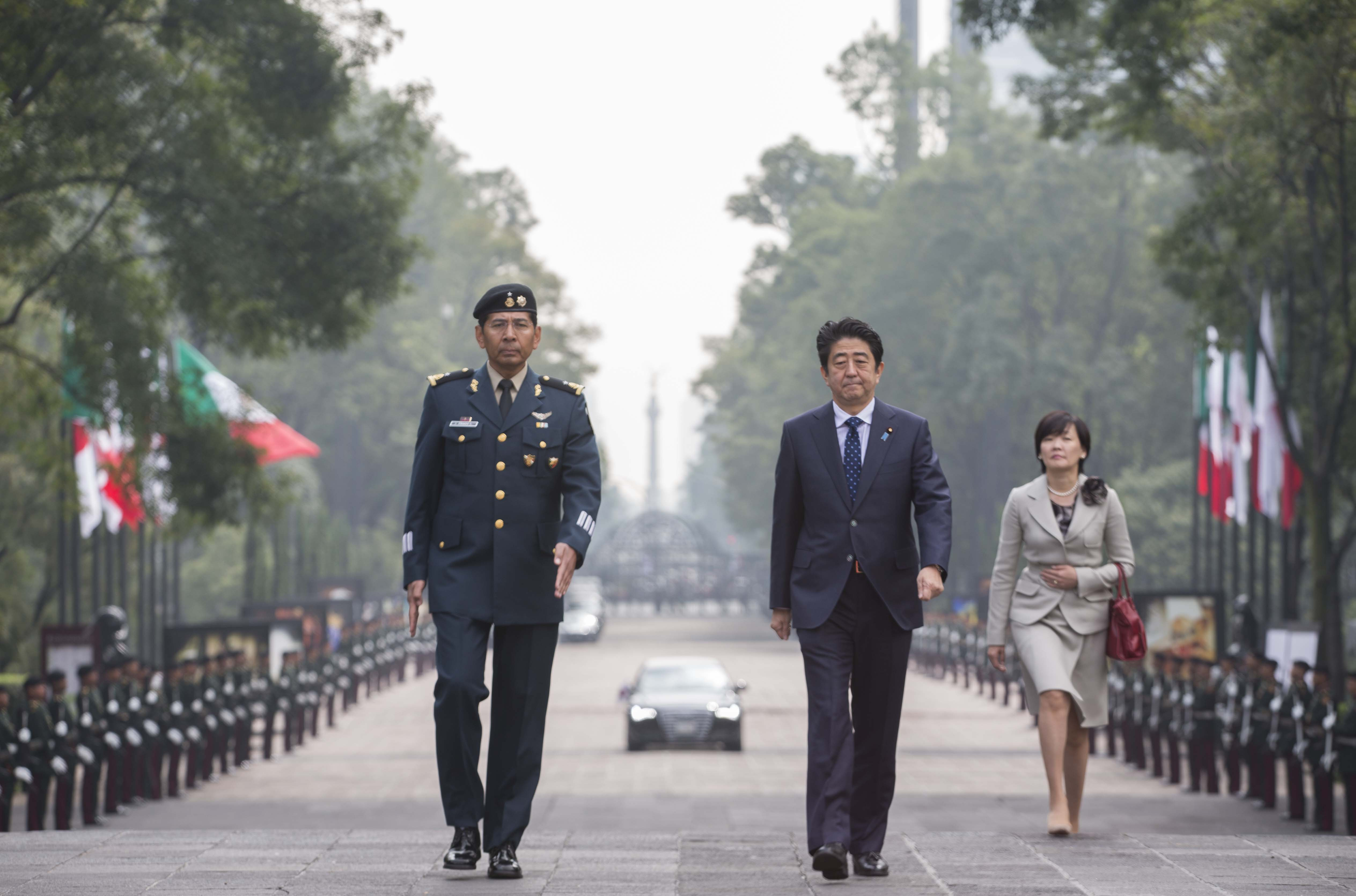
El primer ministro Shinzō Abe en la Ciudad de México, 2014.

## Acuerdos bilaterales
Ambas naciones han sido varios acuerdos bilaterales firmados entre ambas naciones como un Tratado de Amistad, Comercio y Navegación (1888); Acuerdo Cultural (1959); Acuerdo sobre el Transporte Aéreo (1972); Acuerdo de Cooperación Técnica (1986); Acuerdo para Evitar la Doble Imposición y Prevenir la Evasión Fiscal en Materia del Impuesto a la Renta (1996); Acuerdo para el Fortalecimiento e Implementación de la Asociación Económica (2004); y un Acuerdo sobre la Asistencia Mutua y Cooperación en Asuntos Aduaneros (2017).

## Cine y cultura
El actor japonés, Toshirō Mifune, protagonizó la película mexicana Ánimas Trujano. Para prepararse para su papel, Mifune estudió cintas de actores mexicanos hablando para poder recitar todas sus líneas en español. Cuando se le preguntó por qué eligió México para actuar en su próxima película, Mifune contestó: “Simplemente porque, primero que nada, el señor Ismael Rodríguez me convenció; segundo, porque tenía muchas ganas de trabajar en un México hermoso, de gran tradición; y tercero, porque la historia y el personaje de 'Ánimas Trujano' me parecieron muy humanos”. La película fue nominada tanto a los Premios Globo de Oro como a los Premios Óscar. Curiosamente, Mifune le dio una pistola japonesa al entonces presidente mexicano Adolfo López Mateos cuando se reunieron en Oaxaca.
Las importaciones culturales japonesas como comida, películas, música (J-pop) han tenido un impacto en México. Los jardines japoneses también se encuentran en varias ciudades de México, incluido el parque Masayoshi Ōhira en la Ciudad de México. También existe un Pequeño Tokio en la Ciudad de México.
Lo mismo puede decirse de las importaciones culturales mexicanas en Japón. En Nagoya, hay una plaza México dentro del parque Hisaya Ōdori. 

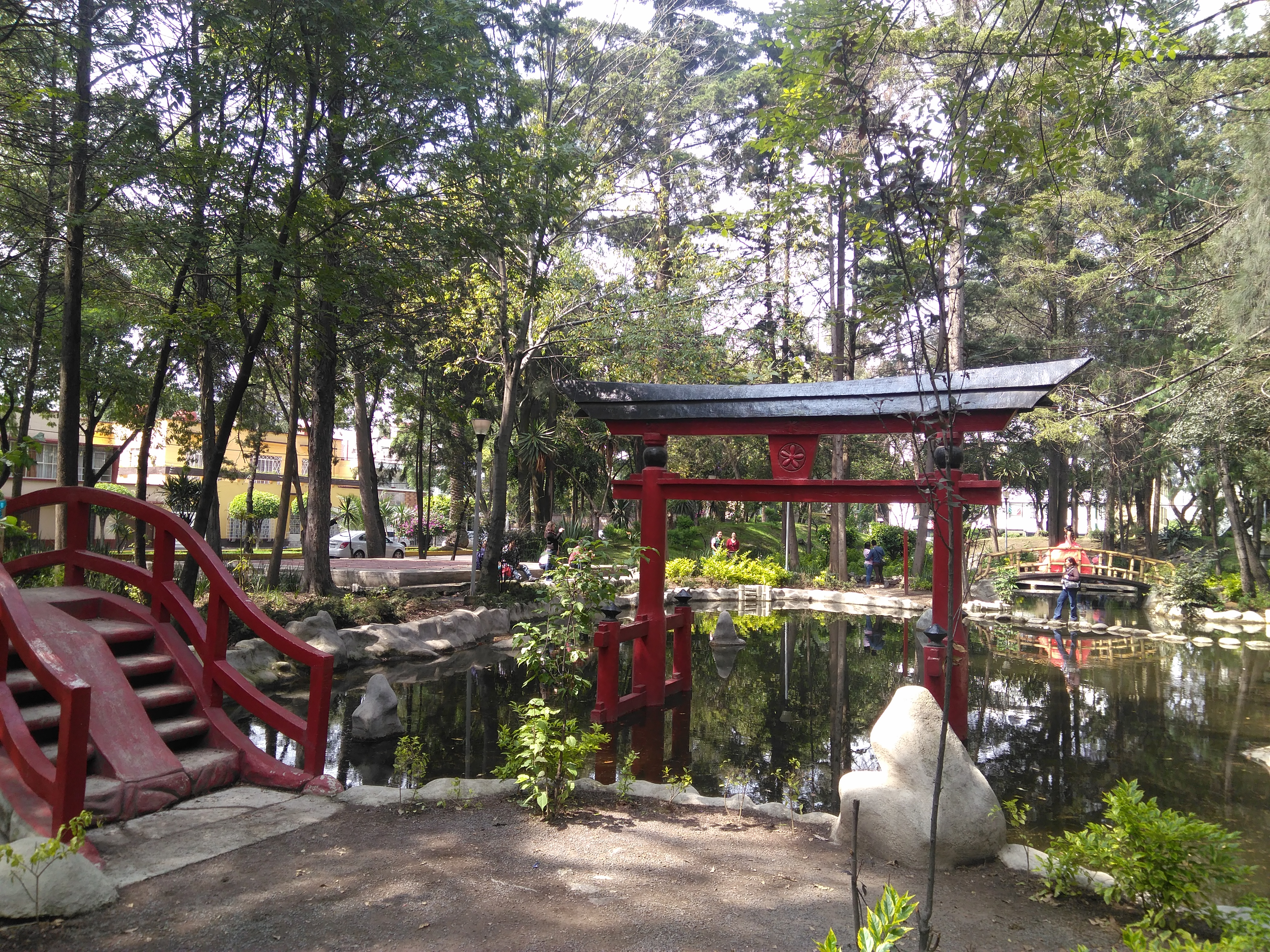
Un torii en el Parque Masayoshi Ōhira, Ciudad de México.
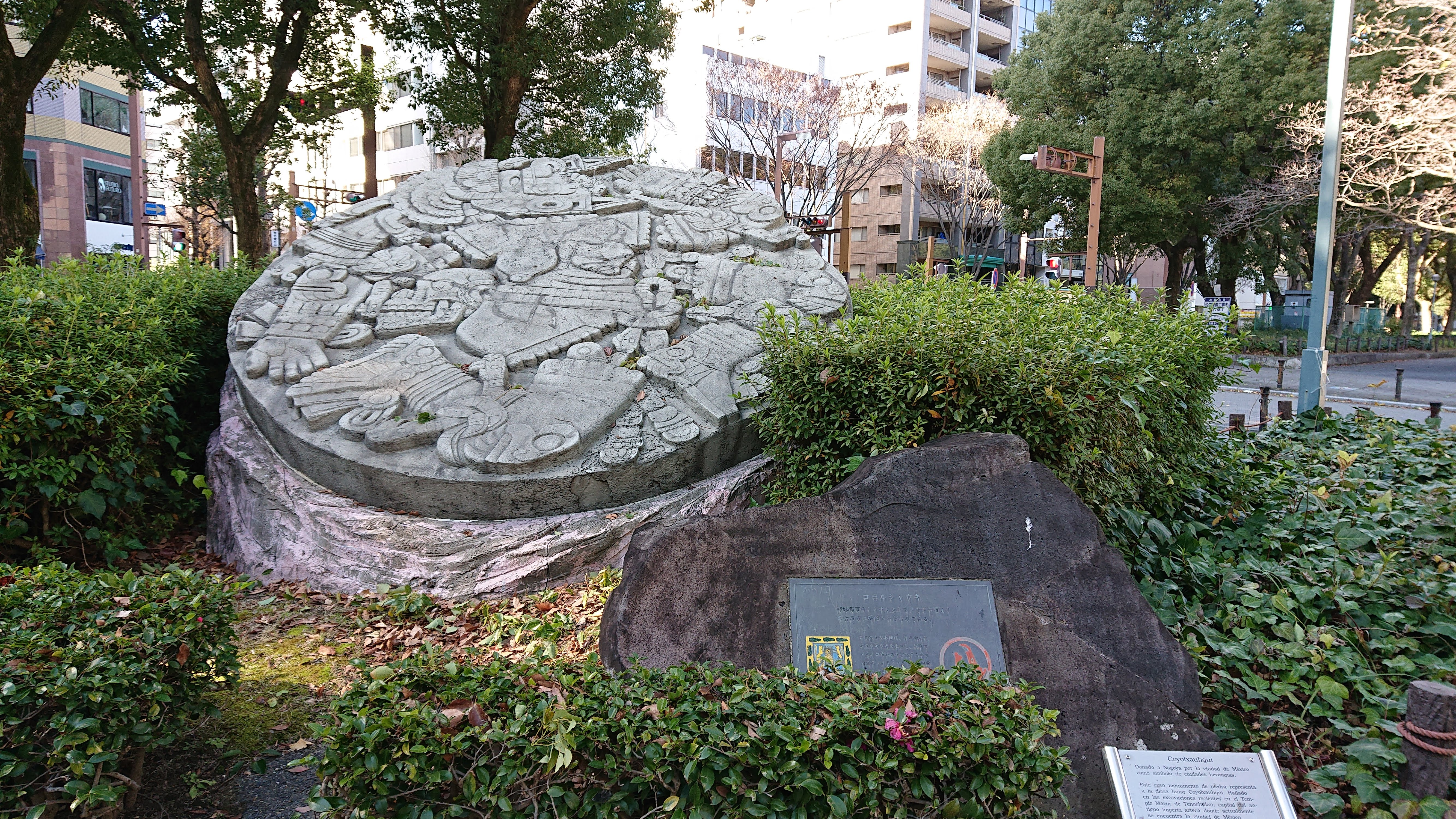
Réplica del monolito de Coyolxauhqui en Mexico Square en el Parque Hisaya Ōdori, Nagoya.

## Educación

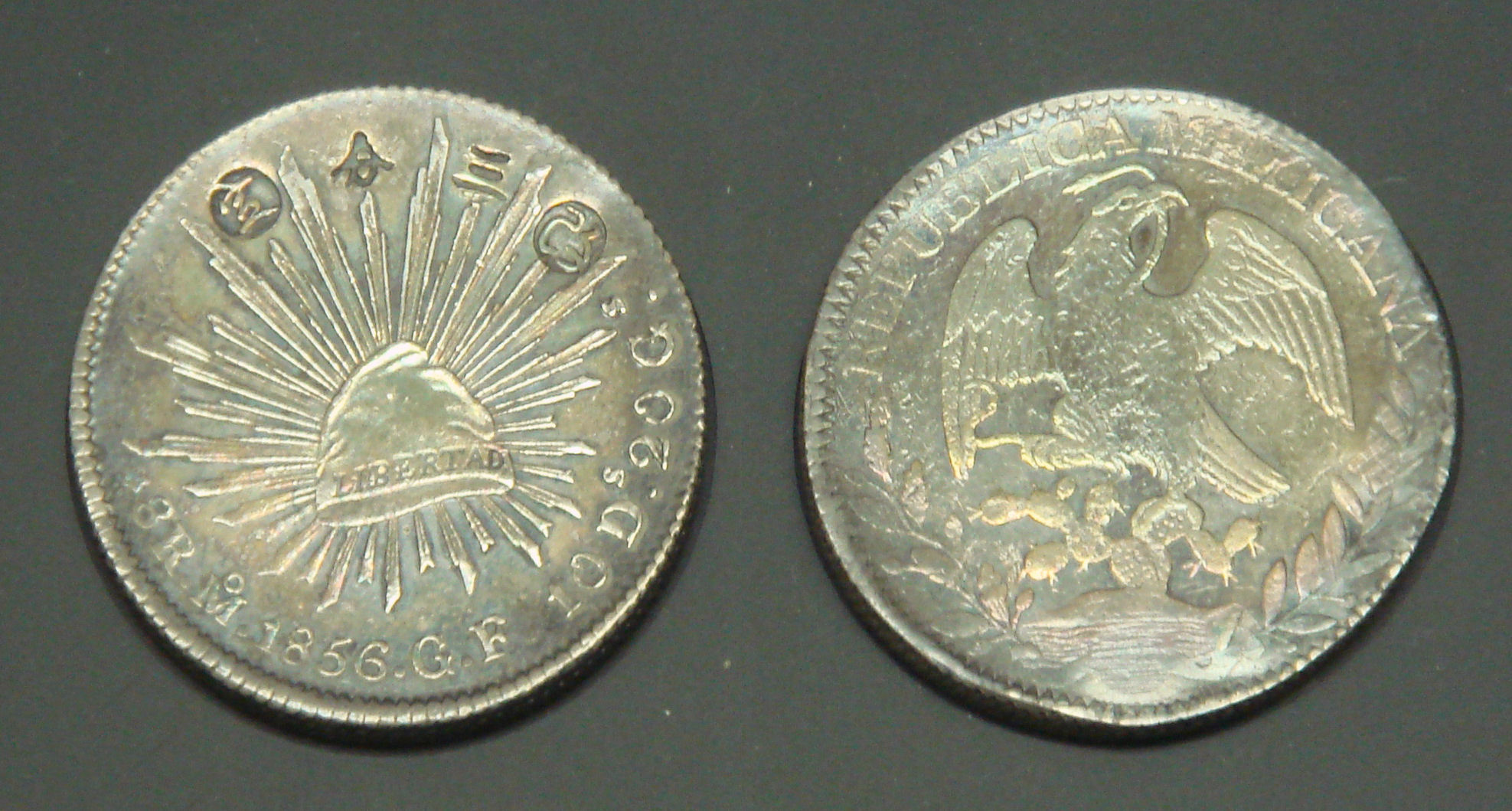
Un peso mexicano utilizado como moneda en Japón, marcado con "Aratame sanbu sadame" (改 三分 定, fijado al valor de 3 bu).

El Liceo Mexicano Japonés, una escuela japonés-mexicana, sirve a estudiantes de primaria, incluyendo a mexicanos y japoneses, residentes en la Ciudad de México.

## Transporte
Hay vuelos directos entre Japón y México con las siguientes aerolíneas: Aeroméxico y All Nippon Airways.

## Comercio
En abril de 2005, Japón y México firmaron un acuerdo de libre comercio (también conocido como Acuerdo entre el Japón y los Estados Unidos Mexicanos para el Fortalecimiento de la Asociación Económica). Desde entonces, el comercio entre las dos naciones ha aumentado dramáticamente. En 2023, el comercio entre las dos naciones ascendió a $24.4 mil millones de dólares. Las principales exportaciones de Japón a México incluyen: productos electrónicos, vehículos automotores, productos laminados de hierro, acero o acero sin alear; tubos y tuberías, equipo médico, consolas de videojuegos y plástico. Las principales exportaciones de México a Japón incluyen: equipos eléctricos, teléfonos y teléfonos móviles, mineral de cobre y otros minerales, plata, repuestos y accesorios para vehículos automotores, acero, productos químicos de hierro, carnes, frutas y alcohol.
Existen aproximadamente 1,168 empresas japonesas operando en México. Empresas multinacionales japonesas como Bridgestone, Mazda, Hitachi, Honda, Kyocera, Mitsubishi, Nippon Express, Nissan, Sojitz, Sony y Toyota (entre otros) operan en México. En Japón operan empresas multinacionales mexicanas como Grupo Altex, KidZania, Orbia, Proeza, San Luis Rassini y SuKarne (entre otras).

## Misiones diplomáticas residentes
- Japón tiene una embajada en la Ciudad de México y un consulado-general en León.[15]
- México tiene una embajada y consulado-general en Tokio.[16]

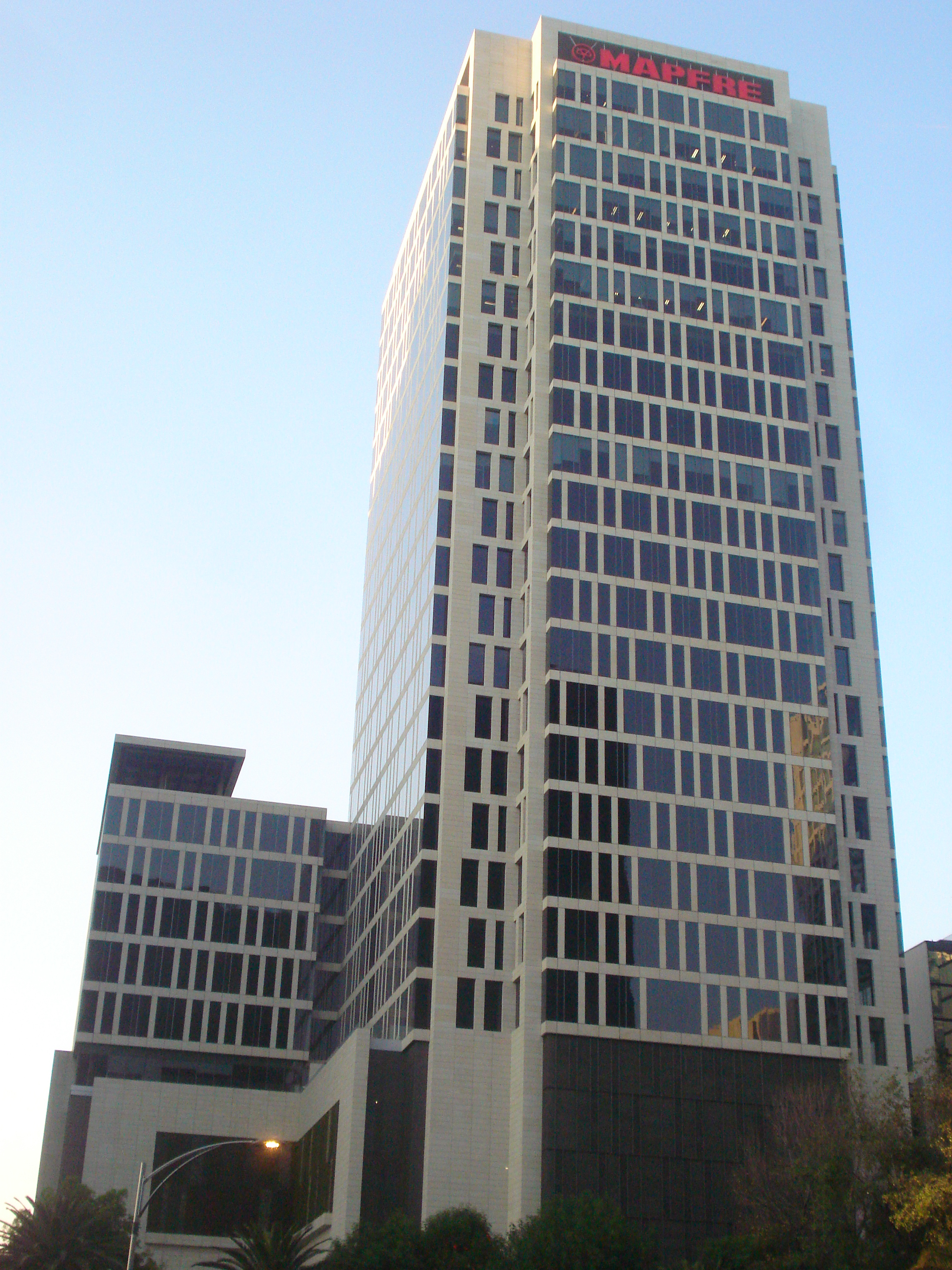
Torre Mapfre - edificio que alberga la Embajada de Japón en la Ciudad de México
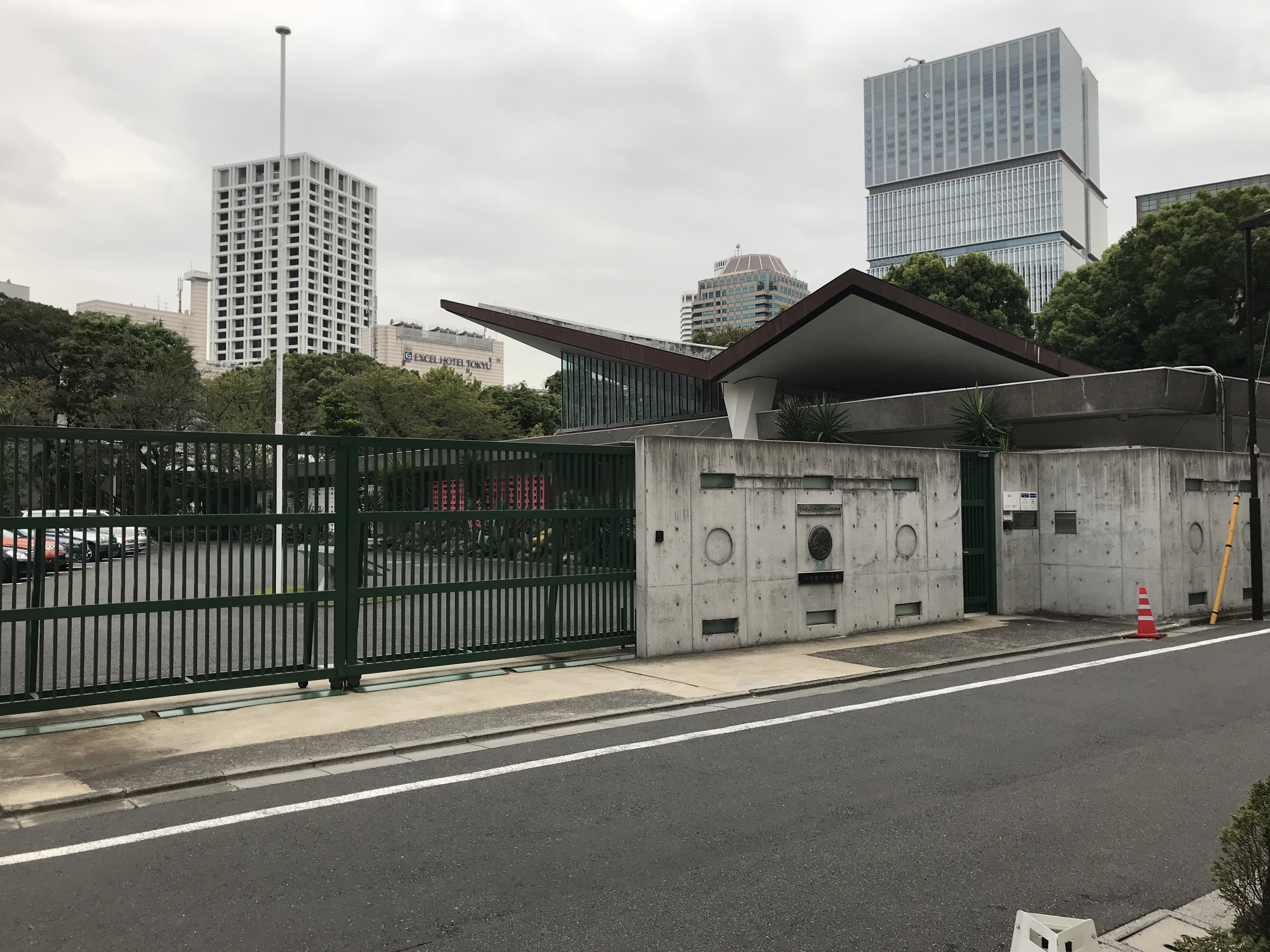
Embajada de México en Tokio
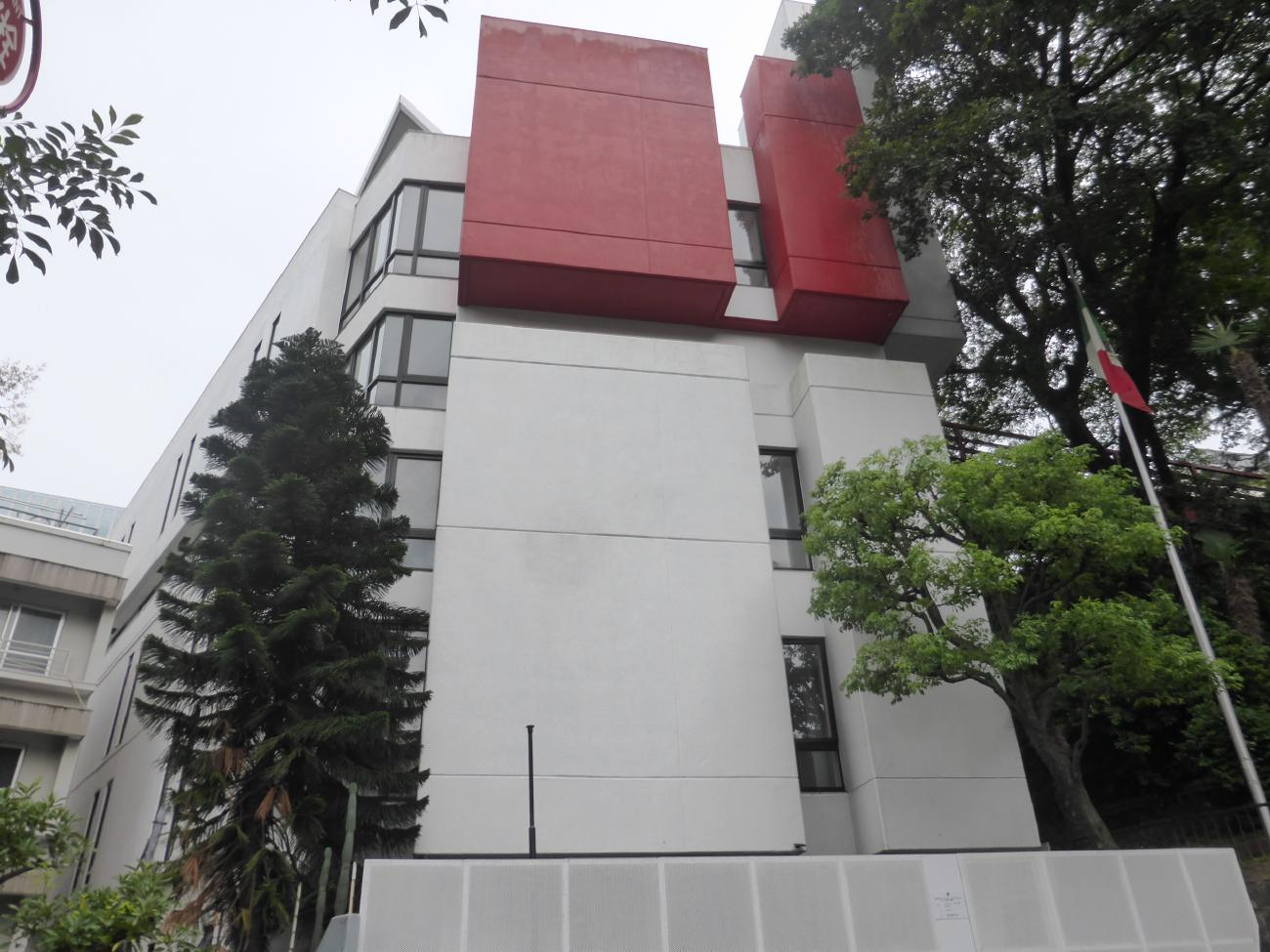
Consulado-General de México en Tokio